# Pavlo Shandruk

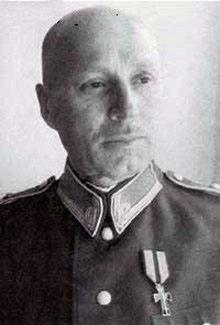
Pavlo Shandruk

Pavlo Volodymirovich Shandruk (em ucraniano:  Павло Шандрук, em polonês/polaco:  Pawło Szandruk, 28 de Fevereiro de 1889 em Volhynia – 15 de Fevereiro de 1979 em Trenton, Nova Jersey) foi um general do exército da República Nacional Ucraniana, um coronel do Exército Polaco e um general do Exército Nacional Ucraniano, uma força militar que lutou contra a União Soviética sob o comando alemão no final da Segunda Guerra Mundial.
Escreveu várias obras, entre elas Arms of Valor.